# Обяснение
Обяснението е изявление, което посочва причините, контекста и последователността на някои обекти (или процес, състояние на нещата и т.н.), заедно с правилата или законите, които ги свързват с обектите. Някои от тези елементи на обяснението може да бъдат косвени.
Обяснението може да бъде дадено само от тези, които разбират обекта, който бива обясняван.
В научните изследвания, обяснението е една от трите цели на изследване (другите две са проучването и описанието). Обяснението е откриването и съобщаването на връзките между различни аспекти на изучавания феномен.
Чрез обяснението се достига яснота за обяснявания обект.